# Hogwarts
Hogwarts Skole for Heksekunster og Troldmandskab, normalt omtalt som Hogwarts, er en fiktiv kostskole for magi. Det er det sted, hvor størstedelen af handlingen i J.K. Rowlings romanserie om Harry Potter foregår, og det er også en vigtig lokation i Wizarding World-franchisen.
I romanerne bliver Hogwarts beskrevet som en skole, hvor hekse og troldmænd mellem 11 og 18 år fra Storbritannien kan lære magi. Ifølge Rowling bliver ethvert barn, der udviser magiske egenskaber, tilbudt at komme på skolen.  Wizarding World-hjemmesiden beskriver, at Hogwarts blev grundlagt i det skotske højland på et tidspunkt i 800-tallet af Godric Gryffindor, Helga Hufflepuff, Rowena Ravenclaw og Salazar Slytherin. Rowling giver forskellige estimater af, hvor mange elever der er på Hogwarts.
I et interview med Rowling i 1999 udtalte hun, at hun så Hogwarts som et sted, der tilbød sikkerhed til den forældreløse Harry Potter (person). Hun sagde, at hun skabte Hogwarts som en kostskole, fordi mange af de vigtige begivenheder sker om natten. Adskillige forfattere har foreslået, at Rowling har taget navnet "Hogwarts" fra Geoffrey Willans' bog How to Be Topp fra 1954. Bogen beskriver et fiktivt skuespil med titlen "The Hogwarts" og en fiktiv rektor ved navn "Hoggwart". Rowling har dog selv udtalt, at hun uden at have vidst det har afledt "Hogwarts" fra hogwort-planten.

## Historie
Hogwarts blev grundlagt for over 1.000 år siden og er, så vidt vides, den eneste skole for magi i Storbritannien. Den blev grundlagt af Godric Gryffindor, Helga Hufflepuff, Rowena Ravenclaw og Salazar Slytherin, der også har lagt navn til skolens fire kollegier. Oprindelig blev eleverne håndplukket til de respektive kollegier af grundlæggerne, men dette har siden ændret sig til, at en magisk fjerpen opskriver de elever, som kan blive optaget på skolen.

## Ledelse
Hogwarts bliver ledet af en rektor og har også en vicerektor. I Harry Potter og De Vises Sten er Albus Dumbledore rektor, og Minerva McGonagall vicerektor. Dolora Nidkjær efterfølger i Harry Potter og Fønixordenen Dumbledore som rektor, som Ministeriets forsøg på at "overtage" Hogwarts. I slutningen af Fønixordenen vender Dumbledore tilbage til skolen. Efter Dumbledores død bliver Minerva McGonagall rektor for en kort tid. Da Voldemort overtager skolen, indsættes Severus Snape som rektor.
Af tidligere rektorer kan nævnes Amando Dippet, der var rektor på Voldemorts tid på Hogwarts.
Sirius Black’s tipoldefar Phineas Nigellus Black har også været forstander på skolen, og han opnåede at blive den mest upopulære rektor i Hogwarts historie.
Rektor skal stå til ansvar for de tolv medlemmer af skolebestyrelsen.
I løbet af skoleåret i Fønixordenen bliver Nidkjær udnævnt til storinkvisitor af Ministeriet med beføjelse over eleverne, lærerne og pensum. Hun udsteder også dekreter, der forbyder genstande, bøger, nyhedsblade og forsamling af mere end tre elever på slottet.

## Udseende og omgivelser
Hogwarts er et gammelt slot med høje tårne, skydeskår og løbegange. Det er omgivet af bjerge og søer leder tanken hen mod det skotske højland. I nærheden ligger den idylliske troldmandslandsby Hogsmeade, som eleverne af og til besøger i særlige weekender.
Slottet er beskyttet af talrige besværgelser for at forhindre mugglere i at finde slottet. For mugglere vil slottet fremstå som en faldefærdig ruin med store advarselsskilte om nedstyrtningsfare.
Det store antal besværgelse bevirker at ting som fjernsyn, mobiltelefoner og computere ikke fungerer i og omkring Hogwarts. Slottet er desuden geodætisk usynligt, hvilket betyder, at det ikke kan placeres på et kort.
Det er umuligt at spektral transfere (en slags teletransport, som troldmænd og hekse benytter sig af) sig ind og ud af området. Rektor kan dog bryde denne besværgelse, så eleverne kan øve sig i spektral transferens, til de får deres licens.

### Udendørsområder på Hogwarts
Hogwarts område er meget stort og indbefatter bl.a. en skov, en sø og store åbne arealer.

#### Den Forbudte Skov
Skoven er en stor mørk og meget tæt skov på Hogwarts område. Den bliver ofte omtalt som "Skoven". Den Forbudte Skov er, som navnet antyder, forbudt område for eleverne, bl.a. fordi der lever mange potentielt farlige væsner i skoven. Desuden er den meget stor, og det kan derfor let lade sig gøre at fare vild i den. De eneste tidspunkter, hvor elever er i skoven "på lovlig vis", er i timerne i Magiske Dyrs Pasning og Pleje sammen med Hagrid eller andre lærere. Her er de dog kun i udkanten af skoven. I særlige tilfælde kan eleverne også aftjene eftersidninger i skoven, hvilket sker for Harry, Hermione, Ron og Malfoy i De Vises Sten.
I Flammernes Pokal bliver skoven benyttet til at skjule de drager, der skal bruges til Turneringen i Magisk Trekamp.
I Dødsregalierne går Harry ud i skoven for at møde Voldemort til det endelige opgør.
Skoven indeholder mange forskellige træer som bøg, eg, nåletræer, taks og birk. Den er meget vildtvoksende, og bliver tættere og mørkere, jo længere ind i skoven man kommer. Underskoven er fyldt med krat og torne, og der er kun få stier.
I skoven findes bl.a. følgende væsner:
- En hjord af kentaurere, med blandt andre Bane, Magorian, Ronan og Firenze.
- Kæmpeedderkopper. Hagrids kæmpe edderkop Aragog har fundet en mage og har hele sin familie i skoven.
- Enhjørninger
- Hogwarts egen hjord af Thestraler, der er den eneste samling trænede Thestraler i Storbritannien, ifølge Hagrid.
- Buetruller, som er et magisk væsen, der ligner grene.
- Graup, en halvkæmpe, der er Hagrids halvbror. Hagrid bringer ham ud til skoven, hvor han kan gemme sig i Fønixordenen. Dumbledore får ham senere flyttet til en hule, da kentaurerne er stærkt utilfredse med kæmpens tilstedeværelse.

#### Drivhuse
Drivhusene ligger udendørs og bruges i botanik. De er nummererede og indeholder en lang række forskellige magiske planter. De laveste numre er til de laveste klasser og indeholder forholdsvis harmløse planter, men jo højere nummer, jo farligere planter er der indeni. Det højeste nummer man hører om, er drivhus nummer tre.

#### Hagrids Hytte
Hytten ligger i udkanten af Den Forbudte Skov. Den er bygget af solidt tømmer og består af ét stort rum. Der er både en stor hoveddør og en bagdør, der fører ud til et græskarbed bag ved hytten. Der dyrker Hagrid de enorme græskar, der bliver brugt til halloween. I baghaven er der også pralbønner. Uden for hoveddøren står en stor tønde med vand. Indenfor er der en stor seng med et kludetæppe over, et solidt egetræsbord, nogle stole og en pejs. Desuden er der mængder af røgede skinker, døde fugle, diverse dyreskind og andre ting som Hagrids armbrøst og hans store frakke.
Selvom Hagrid blev smidt ud af skolen i sit tredje skoleår, havde Dumbledore medlidenhed med ham og lod ham bo i hytten og ansatte ham som nøglebærer på skolen. Det vides ikke, hvem der boede i hytten inden Hagrid, eller om den blev bygget specifikt til ham.

#### Quidditchbanen
Quidditchbanen bliver brugt af de forskellige quidditchhold til at træne på. Der er tribuner rundt om banen, så resten af skolen kan se med, når der er kamp. I hver ende af banen er der tre høje pæle med en stor ring i toppen, som fungerer som mål.
Ved banen er der også omklædningsrum til quidditchholdene samt et lille lokale med en tavle, hvor strategier og lignende kan gennemgås.

#### Slagpoplen
Slagpoplen er et "levende" træ, der angriber alt, der kommer inden for dets rækkevidde, ved at slå på det med sine grene. Harry og Ron får dette af føle, da de nødlander i træet i Harry Potter og Hemmelighedernes Kammer i Hr. Weasley's Ford Anglia. Træet "fryser" hvis man trykker på en bestemt rod tæt ved jorden. Harry mister sin første kost, en Nimbus 2000, da han falder af den, og den blæser ind i Slagpoplen. Kosten bliver fuldstændigt tilintetgjort. Træet har på et tidspunkt, inden Harry starter på Hogwarts, såret en elev ved navn Davey Gudgeon.
Træet er meget sjældent, og Professor Spire er derfor meget øm omkring det. Hun giver træet forbinding på, efter Harry og Ron var nødlandet i det med hr. Weasleys bil.
Det blev plantet det år, hvor Remus Lupus startede på Hogwarts, for at skjule en passage, der fører til Det Hylende Hus, hvor Remus Lupus blev ført over, når han blev varulv ved fuldmåne. Træet skulle forhindre andre elever i at komme i nærheden af Lupus, mens han var varulv.

#### Søen
Søen, der ligger neden for slottet, er rammen for den traditionelle sejltur, som førsteårselever skal på for at komme over til slottet. Søen er stor, mørk og dyb og vandet er meget koldt. Rundt langs søens bred vokser der bøgetræer. I den ene ende går søen ind i en stor hule under Hogwarts. Klippeåbningen er skjult bag en masse slyngplanter. Det er her sejlturen ender for førsteårselever. I hulen er der en underjordisk havn, hvor bådene lægger til, og en gang udhugget i klippen, der fører op til Hogwarts.
I Harry Potter og Flammernes Pokal kommer eleverne fra Durmstrang med et skib, som dukker op af søen.
Den anden opgave i Turneringen i Magisk Trekamp foregår i søen. Her skal turneringsdeltagerne dykke ned og finde det, som de mangler mest. De har en time til at fuldføre opgaven.
I søen lever følgende skabninger:
- En kæmpeblæksprutte, der hjalp Colin Creevey op, da han faldt i søen på sin sejltur over, på hans første år.
- Dyndfolket, der er en slags havfolk, der lever på bunden af Søen i primitive stenhuler. De har grålig hud, mørkegrønt hår, gule øjne og skarpe tænder. Mange af dem bærer halskæder af kraftige reb med sten som perler. De vogter de personer, som turneringsdeltagerne skal få op af søen. De sørger for, at deltagerne kun tager "deres eget gidsel" med sig op af søen.
- Grindylow, en vanddæmon med skarpe små horn og hugtænder og med en sygeligt grøn hudfarve. De har lange tynde fingre, som de fanger deres ofre med og hiver dem ned i vandet for at drukne dem.

### Indendørs områder på Hogwarts
Indendørs på slottet er der en lang række specielle værelser og rum. Nogle af rummene "flytter sig" efter ugedage, og visse trapper har også en tendens til at lede forskellige steder hen, fra gang til gang. Der er i alt 142 trappegange på Hogwarts.

#### Biblioteket
Biblioteket har et stort udvalg af bøger som eleverne kan bruge til deres studier. Der er også Den Forbudte Afdeling, hvor det kræver en skriftlig tilladelse fra en lærer for at få lov at låne bøger derfra. Bøgerne i Den Forbudte Afdeling indeholder beskrivelser af frygtelige besværgelser, superstærke eliksirer og andet med potentielt farligt eller skadeligt indhold. Hvis man forsøger at åbne en bog fra Den Forbudte Afdeling uden tilladelse, vil bogen begynde at skrige højlydt.
Madam Pince bestyrer biblioteket og er meget striks. Chokolade er strengt forbudt på biblioteket. Navnlig Hermione bruger meget tid på biblioteket, og det er det første sted, hun går hen, hvis der er noget, hun ikke kan finde svar på.

#### Den Forbudte Korridor
Tredje Sals Korridor på Højre Hånd, også kaldet Den forbudte Korridor, er i De Vises Sten forbudt område for alle. Under velkomstmiddagen proklamerer Dumbledore, at den er forbudt område for alle, der ikke vil lide en langsom, grufuld og smertefuld død. Den bevogter ifølge Rubeus Hagrid, Albus Dumbledore og Argus Filch noget meget farligt og grusomt.
En dør på den forbudte korridor fører til det næste rum, hvor der er en lang gang hen mod en stor dør. Dette rum bevogter Filch's kat og ham selv. Rummet indeholder i sidste ende De Vises Sten, som Dumbledore forsøger at beskytte mod Voldemort. Flere af skolens lærere har hjulpet med at beskytte den med forskellige udfordringer. Rummet indeholder Hagrids gigantiske trehovedede hund ved navn Fluffy, der vogter over en lem. Ved at der spilles musik falder hunden i søvn, og historiens hovedperson kan komme ned i lemmen.
Under lemmen er et mørkt rum med professor Spires udfordring, der består i Djævleslyngen. Den er en lysfølsom plante, der forsøger at kvæle personer, den fanger.
Det næste rum indeholder et stort antal forheksede flyvende nøgler og tre koste. Ved at fange den rette flyvende nøgle er det muligt at låse døren op til det næste rum. Nøglerne er professor Flitwicks udfordring.
Rummet efter indeholder Professor McGonagalls enorme skakspil, hvor man skal spille sig igennem rummet ved at tage plads som en af brikkerne og spille mod de forheksede brikker.
Hermione bliver dronning, Ron bliver springer. Harrys placering er ukendt, men han sætter kongen mat i slutningen af spillet.
I rummet efter har professor Quirrell placeret en stor trold, der skal forhindre videre passage. Da historiens hovedpersoner ankommer til dette rum, har Quirrell allerede været der og har slået trolden ud.
Døren til det efterfølgende rum bliver dækket af ild, når man træder ind. Den næste dør dækkes af sort ild, og på et bord findes syv forskellige eliksirer: To af dem tillader én at gå tilbage igennem flammerne til det foregående rum, to gør skade på den, som indtager dem, to gør slet ikke noget, og én tillader, at man fortsætter igennem flammerne til næste rum. Dette er Snapes udfordring og kræver logik for at løse, noget der ifølge Hermione Granger er noget, mange troldmænd ikke besidder.
Det sidste rum indeholder Drømmespejlet, hvori De Vises Sten er. For at få fat i stenen skal man ønske at få fat i den, men ikke at bruge den. Det er Dumbledores udfordring og ifølge ham selv "var det en af mine bedre ideer, og mellem os sagt siger det ikke så lidt". I dette rum kæmper Quirrell, der er besat af Voldemort, og Harry om stenen, hvilket resulterer i, at Quirrell dør, da Voldemort forlader hans krop.

#### Dumbledores Kontor
Indgangen til rektors kontor er skjult bag en umådeligt grim statue af en gargoil på syvende sal, der kommer til live og springer til side, når man siger det rigtige kodeord. Bag muren bevæger en vindeltrappe sig langsomt opad. Oven for trappen er en blank egetræsdør med messingdørhammer udformet som en grif. Kontoret er et stort cirkelrundt lokale med rokokoborde med finurlige små sølvinstrumenter, der blæser røg ud og laver lyde. På væggene er der billeder af alle tidligere forstandere for skolen. Der er et stort skrivebord på løvefødder og en pejs.
I Dumbledores tid sidder hans magiske fugl Føniks, som hedder Fawkes, på en gylden pind lige inden for døren. I kontoret befinder Fordelingshatten og Gryffindorsværdet sig. Dumbledore har også Mindekarret stående på kontoret.
Kontoret kan blive forseglet, så kun den sande rektor kan komme ind. Dolora Nidkjær oplever at blive låst ude af kontoret, da hun bemægtiger sig rektor-posten.
I løbet af serien hører man følgende forskellige kodeord til kontoret (alle mens Dumbledore er rektor): "Citronsorbet" (bog 1), "Kakerlak-Bruno" (bog 2), "Flyvende Festfyrværkeri" (bog 5) og "Syrepropper" (bog 6).

##### Portrætter i rektor-kontoret
Portrætterne på Dumbledores kontor viser alle de tidligere forstandere for Hogwarts. Portrætterne rådgiver rektor og er "ærebundne til at tjene den nuværende rektor" (ifølge Armando Dippet). Blandt dem er (efter deres tid på Hogwarts):
- Vulpus
- Heliotrope Wilkins
- Dexter Fortescue: I familie med Floridor Fortescue fra isbaren i Diagonalstræde
- Eoessa Sakndenberg
- Amberose Swott
- Everard Proudfoot: Forbundet til portræt i Mysteriedepartementet i Ministeriet for Magi i London
- Dilys Derwent: Forbundet portræt på en gang på Skt. Mungos Hospital for Magiske Kvæstelser i London
- Phineas Nigellus Black: Forbundet til et portræt Grumsted Plads Nr. 12 i London
- Newton Artemis Fido Scamander
- Armando Dippet
- Albus Percival Wulfric Brian Dumbledore: Tidligere forvandlings-lærer
- Severus Snape: Tidligere lærer i Eliksirer og Forsvar mod Mørkets Kræfter-lærer

#### Hospitalsfløjen
Hospitalsfløjen er det sted, folk kommer hen, hvis de har fået mindre skader, for at blive behandlet af heksen Madam Pomfrey. Gennem bøgerne ses hun behandle bl.a. en rift i armen, brækkede knogler, brandsår, ondt i maven og flere besvimelser. Hun formår også at få nye knogler til at vokse i en arm efter en fejlslagen formular. Større skader, som da Katie Bell fik store skader af en halskæde og var ved at dø, bliver sendt på Skt. Mungos Hospital for Magiske Kvæstelser.

#### Firenzes kontor
Firenze har posten som lærer i spådom, og hans klasselokale bruges også som kontor, når eleverne ikke er der. Kontoret er et lille rum, der er fyldt med skovomgivelser såsom mos, græs og træer for at imitere Den Forbudte Skove. Firenze har kun kontoret i Harry Potter og Fønixordenen, Harry Potter og Halvblodsprinsen og Harry Potter og Dødsregalierne. Firenzes kontor ligger i stueetagen på Hogwarts, fordi Firenze ikke er god til trapper.

#### Kontoret for læreren i Forsvar mod Mørkets Kræfter
Posten som lærer i Forsvar mod Mørkets Kræfter skifter ejermand seks gange i løbet af bøgerne, og derfor er kontoret også indrettet forskelligt.
Professor Quirrells kontor har lokale tæt ved undervisningslokalet, som ligger i stueetagen af slottet nær quidditchbanen.
Professor Glitterik Smørhårs kontor ligger i et tårn, hvor man skal op ad en trappe for at komme derhen. Kontoret er fyldt med billeder af Smørhår selv. Dette kontor er et andet end det, som professor Quirrell har i De Vises Sten, og dette kontor bliver benyttet af resten af lærerne på posten.
I Harry Potter og Fangen fra Azkaban, hvor professor Remus John Lupus har lærerposten Forsvar mod Mørkets Kræfter, er kontoret bl.a. indrettet med et træbord. Lupus opbevarer Røverkortet på kontoret, efter han har konfiskeret det fra Harry. På kontoret er også hans kufferter, sko og tøj.
Professor Alastor "Skrækøje" Dunder (Barty Ferm Jr.) har indrettet kontoret med sit fjendespejl og en fortryllet kiste med syv låse, hvor den falske Dunder opbevarer den rigtige Dunder samt alle sine Luskometre og Sandhedsdetektorer, desuden har han også al sin Polyjuice-eliksir der.
Under Dolora Nidkjærs virke som lærer har rummet lyserøde vægge med billeder af katte. Hun benytter kontoret til at forhøre og afstraffe elever. Bl.a. blev Harry sat til at skrive "Jeg må ikke lyve" ved en pult med blodpenne.
Efterfølgende overtages kontoret af først Severus Snape og derefter Amycus Carrow, dog uden at kontoret bliver beskrevet.

#### Schnobbevoms kontor
Professor Schnobbevoms kontor ligger langt væk fra eliksirklasselokalet og er udstyret med stole, borde og sofaer, desuden er der også en pejs og et gulvtæppe. Han har også et andet kontor ved siden af, hvor der er en dør i det første kontor. Schnobbevoms kontor er også blevet brugt til en julemiddag for hans yndlingselever, som bl.a. indbefatter Harry og Hermione. Schnobbevoms kontor er også det sted, hvor Ron bliver forgiftet ved at drikke ingefærøl.

#### Snapes kontor
Professor Snapes kontor ligger i krypten meget tæt på eliksirklasselokalet. I Harry Potter og Flammernes Pokal kaster Snape en besværgelse over det lager af eliksiringredienser, han har gemt. Det lykkes dog husalfen Dobby at trænge igennem besværgelsen og stjæle gælletang til Harry.
Kontoret er belyst, men dystert, med en pejs tilsluttet Susenetværket, der gør det muligt at transportere sig gennem ilden til andre pejse. Sådan kommunikerede Snape med Remus Lupus, og det var også sådan at Lupus ankom til Snapes kontor. De dårligt belyst vægge er dækket af en række glaskrukker, der indeholder eliksirer og ingredienser. I hjørnet står et skab, hvor han gemte sit private lager, som Dobby stjal fra.

#### Trelawneys kontor
Professor Sibyll Trelawney har posten som lærer i Spådom, og klasselokalet bruges også som kontor, når eleverne ikke er der, og kontoret er lille og lummert, og der er ofte tilrøget; det er i kontoret, hun har alle sine sherryflasker, der ikke er drukket; hendes kontor er fyldt med krystalkugler, og hun har et lille bord med dug. I Fønixordenen bliver Trelawney fyret af Storinkvisitoren og Firenze bliver sat i hendes sted. Da Nidkjær er borte, kommer Trelawney tilbage; dog deler hun nu timerne med Firenze.

#### Køkkenet
Køkkenet befinder sig lige under Storsalen og er lige så stort. Adgangen til køkkenet foregår igennem en stor lys stenpassage, der er udsmykket med muntre malerier. Døren er skjult bag et maleri af den store frugtskål, der åbnes, når man kilder en pære, der bliver til et stort grønt dørgreb. I køkkenet er der fire store langborde, præcis som i Storsalen. Her bliver al maden placeret og med magi transporteret ovenpå, når det er tid til et måltid. Når maden forsvinder fra bordene i Storsalen, kommer den tilbage ned i køkkenet. I den ene ende af rummet er der en masse murstensovne til at tilberede maden i. Potter og pander hænger i snesevis langs væggene.
Personalet i køkkenet består af over 100 husalfer. Både Dobby og Winky arbejder i køkkenet.
Fred og George Weasley har ofte stjålet mad i køkkenet. De siger, at husalferne stikker en hel skinke, hvis man kommer ned og siger, at man er lidt småsulten.

#### Storsalen
I Storsalen bliver alle måltider på Hogwarts indtaget. Det er en enorm sal med plads til alle skolens elever og lærere. Loftet er fortryllet, så det viser en præcis gengivelse af himlen udenfor. Der er fire store langborde – ét til hvert kollegie, og et højbord til skolens personale. Bag højbordet er en dør med et lille tilstødende gemak. Storsalen bliver også brugt til festlige lejligheder som Juleballet, hvor bordene er stuvet af vejen, så der er plads til en scene med et band og et dansegulv. Uglerne ankommer hver morgen med post, så der må være mindst ét vindue uden rude, så uglerne kan komme ind og ud.

#### Ugleriet
I ugleriet befinder alle elevernes ugler sig samt de ugler, som skolen råder over, og som eleverne kan få lov at benytte. Det ligger øverst i vesttårnet over 4. sals hovedkorridor og er et cirkelrundt rum med halm på gulvet. Der er ugleklatter, uglegylp og massevis af museskeletter på gulvet. De hundredvis af ugler har siddepinde oppe under tårnets tagkonstruktion. Der er ingen ruder i vinduerne, så uglerne kan flyve ind og ud.

## Optagelse
En magisk fjerpen finder frem til, når en troldmand eller heks bliver født, og noterer det i en bog. Hvert år tjekker en lærer denne bog og sender et brev ud til børn, der er blevet elleve år inden d. 31. august. Svaret på brevet skal komme inden d. 31. juli. Brevet indeholder også en liste med ting, som eleverne skal medbringe til skolen. På listen står der, hvilke bøger, ingredienser og lignende eleven skal bruge i løbet af skoleåret.
Følgende ting skal eleverne anskaffe sig, da de skal bruges gennem hele skoletiden:
- Tre almindelige sorte arbejdskapper
- En almindelig sort spids hat
- Et par beskyttelseshandsker i drageskind eller lignende
- En sort vinterkappe med sølvhægter

Disse beklædningsgenstande skal have navnemærker.
Derudover skal de også købe:
- En tryllestav
- En kedel i tin, standardstørrelse nr. 2
- Et teleskop
- En messingvægt[35]

Til hvert år skal der indkøbes et sæt nye bøger til de forskellige fag. Langt de fleste gør disse indkøb i Diagonalstræde, der ligger i London bag Den Utætte Kedel. Elever der ikke har de nødvendige finansielle midler til at indkøbe sine skoleting, får hjælp af en særlig fond på skolen, der hjælper dårligt stillede elever.
Mugglerfødte børn, der ikke forventes at have nogen viden om sine evner og ikke kender til den magiske verden, får brevet leveret af en fra Hogwarts, der fortæller elevens forældre eller værge om det magiske samfund.
Det er tilladt for en elev at medbringe en kat, en tudse eller en ugle. Førsteårselever må ikke medbringe deres egen kost.

## Ankomst
Elever der skal til Hogwarts, rejser med Hogwartsekspressen fra London til Hogsmeade. Ved ankomsten bliver førsteårseleverne hentet af Hagrid, der tager dem på den traditionelle tur i små forheksede både, der selv kan sejle over søen og ind under slottet i en stor hule, med en lille underjordisk havn. Herfra fører trapper dem op til indgangshallen. De venter i et sideværelse, indtil resten af skolens elever er blevet bænket i Storsalen. Herefter bliver de ledt ind i Storsalen af vicerektor, hvor de skal fordeles på de forskellige kollegier af Fordelingshatten. Først synger hatten en sang, herefter bliver eleverne kaldt op efter navn; de bliver placeret på en taburet, får hatten på hovedet, og den fortæller så, hvilket kollegium hver enkelt nye elev skal bo på. Når alle elever er fordelt, spises der en festmiddag, der efterfølges af rektors ganske korte tale, der indeholder noget praktisk information om det kommende skoleår.
De ældre elever kører med tilsyneladende hesteløse diligencer fra Hogsmeade op til Hogwarts’ indgangsdør. På sit femte år opdager Harry dog, at det er Thestraler, der trækker vognene. Skabningerne, der er nogle hestelignende væsner med vinger, har den egenskab, at man ikke kan se dem, før man har set en person dø.

## Hogwarts Kollegier
Skolen er inddelt i 4 forskellige huse eller kollegier, hvor alle skolens elever er fordelt. De fire kollegier hedder Gryffindor, Hufflepuff, Ravenclaw og Slytherin, og de er opkaldt efter skolens fire grundlæggere Godric Gryffindor, Helga Hufflepuff, Rowena Ravenclaw og Salazar Slytherin.
Oprindeligt håndplukkede hver af de fire grundlæggere elever til deres respektive kollegie. Da de indså, at de ikke kunne blive ved med at vælge elever til deres kollegie, tog Godric Gryffindor sin hat af, og de puttede alle fire deres viden i hatten. Således kunne den placere eleverne på det mest passende kollegium, når de fire grundlæggere var døde og borte. Siden da har det været praksis, at eleverne ved ankomst bliver fordelt på de forskellige kollegier af Fordelingshatten ved starten af deres første år.
Hvert kollegie har en lærer, et såkaldt kollegieoverhoved, og et husspøgelse tilknyttet.

### Gryffindor
Gryffindor vægter tapperhed og mod højt. Kollegiet har en løve som maskot, og dets farver er rød og guld. Disse farver bærer kollegiets quidditchhold også på deres dragter. Kollegieoverhovedet er forvandlingslæreren Minerva McGonagall, og dets husspøgelse er Sir Nicholas de Mimsy-Porpington, bedre kendt som Næsten Hovedløse Nick.
Gryffindors opholdsstue befinder sig på syvende sal i det højeste tårn på Hogwarts. Indgangen er skjult bag et maleri af Den Fede Dame, der kræver det rigtige kodeord for at lade elever komme ind. I Fangen fra Azkaban bliver maleriet for en kort periode skiftet ud med maleriet af Sir Cadogan, efter at Den Fede Dame er blevet angrebet af Sirius Black. Opholdsstuen er rund og møbleret med bløde lænestole, vakkelvorne borde og en pejs. Der er to vindeltrapper, der fører op til henholdsvis drengenes og pigernes sovesal. Vindeltrappen op til pigernes sovesal er udstyret med en alarm, der gør, at hvis drenge betræder trappen op til pigernes sovesal, smelter trappen og bliver til en rutsjebane. Der er ingen anordning, der forhindrer det modsatte.
Gryffindorkollegiet blev oprettet af Godric Gryffindor og er opkaldt efter ham. Ifølge Rowling svarer Gryffindor nogenlunde til elementet ild.
Harry går på Gryffindor, selvom Fordelingshatten oprindeligt ville have placeret ham på Slytherin. Peter Pettigrew er den eneste Dødsgardist, der har gået på Gryffindor.
Udover Ron og Hermione går følgende elever fra Harrys årgang på Gryffindor: Neville Longbottom, Seamus Finnigan, Dean Thomas, Lavender Brown, Pavarti Patil.

### Hufflepuff
Hufflepuff blev oprettet af Helga Hufflepuff, og det er for de loyale, gode og ærlige. Flid og venners ven vægtes også højt. Maskotten er en grævling og kollegiets farver er kanariegul og sort. Overhovedet for Hufflepuff er botaniklæreren Professor Spire, og husspøgelset er Den Tykke Abbed.
Opholdsstuen befinder sig et sted i kælderregionen tæt ved køkkenet. Indgangen befinder sig bag et maleri, der kræver et kodeord for at lukke folk ind. Selve opholdsstuen er møbleret med gule sofaer og lænestole. Der er gange, der fører ned til sovesalene, som alle har runde døre. Det er indrettet meget som et grævlingebo, og ifølge Rowling svarer Hufflepuff nogenlunde til elementet jord.
På Harrys årgang kendes kun fem navngivne elever; Hannah Abbott, Susan Bones, Ernie MacMillan, Megan Jones og Justin Finch-Fletchley.

### Ravenclaw
Ravenclaw er kollegiet for de intelligente og kloge. Kollegiet har en ørn som maskot, og blå og bronze er dets farver. Kollegieoverhovedet er besværgelseslæreren Filius Flitwick. Det blev oprettet af Rowena Ravenclaw, og hendes datter Helena Ravenclaw, bedre kendt som Den Grå Dame, er kollegiets husspøgelse.
Opholdstuen bliver først beskrevet i Harry Potter og Dødsregalierne. Den befinder sig i et tårn i den vestlige side af Hogwarts og er møbleret med store lænestole og bogreoler, og det hele er holdt i blå farver. Loftet er lidt ligesom loftet i Storsalen, da det er en perfekt kopi af stjernerne udenfor. Der er også en statue er Rowena Ravenclaw, som bærer et diadem. Ifølge Rowling svarer Ravenclaw nogenlunde til elementet luft.
For at komme ind i opholdstuen skal man svare rigtigt på en logisk gåde, så på den måde adskiller det sig fra Gryffindor, Hufflepuff og Slytherin, hvor man bare skal have et kodeord. Hvis ikke man kan svare rigtigt på gåden, bliver man ikke lukket ind. Uanset om man er Ravenclawelev eller ej.
Følgende elever fra Harrys årgang går på Ravenclaw: Terry Boots, Mandy Brocklehurst, Anthony Goldstein og Padma Patil (Pavarti Patil’s tvillingesøster). Desuden går Cho Chang, som Harry datede på sit femte år, også på Ravenclaw.

### Slytherin
Slytherin er for dem, som ingen midler skyr, for de ambitiøse og dristige. Fordelingshatten nævner også elever på Slytherin som "magtens kandidater". Det er en kendt sag, at Slytherin har fostret nogle af de ondeste troldmænd, der har levet, men som sådan er kollegiet ikke ondt. Voldemort gik på Slytherin, og stort set alle hans tilhængere – de såkaldte Dødsgardister – har også gået på Slytherin bortset fra Peter Pettigrew, som gik på Gryffindor. En slange er Slytherins maskot, og farverne grøn og sølv er tilknyttet kollegiet. Eliksirlæreren Severus Snape er overhoved for kollegiet indtil slutningen af Harry Potter og Halvblodsprinsen, hvorefter det tidligere kollegieoverhoved samt eliksirlæreren Horatio Schnobbevom overtager posten.
Kollegiet er oprettet af Salazar Slytherin og går meget op i, hvilken slægt man kommer fra, og optager helst kun fuldblods troldmænd. Mugglerfødte er der, så vidt vides, ingen af.
Husspøgelset er Den Blodrøde Baron.
Opholdstuens indgang findes bag en stenvæg i krypten, og man skal sige et kodeord for at komme ind. I Hemmelighedernes Kammer er kodeordet "Rent blod". Opholdstuen befinder sig under søen, og er et langt lavloftet rum, med rå kampestensvægge og møbleret med møbler i Slytherins farver og grønne lamper hængende i kæder ned fra loftet, der også er lavet af sten. Ifølge Rowling svarer Slytherin nogenlunde til elementet vand.
Harrys største fjende på Hogwarts, Draco Malfoy, er Slytherinelev. Ligeledes er Vincent Crabbe, Gregory Goyle, Pansy Parkinson, Millicent Bulstrode (bliver kaldt Polly Pitbull i de første danske oversættelser), Tracey Davis, Daphne Greengrass, Theodore Nott og Zabini Blaise alle elever på Slytherin.
Fordelingshatten ville oprindelig have placeret Harry på Slytherin, men han protesterede, da både Ron og Hagrid havde talt dårligt om kollegiet.

## Semestre og ferier
Skoleåret på Hogwarts er opdelt meget som de ikke-magiske skoler i Storbritannien, med tre semestre delt af juleferie, påskeferie og en sommerferie på syv uger. Elever kan vælge at blive på Hogwarts i både jule- og påskeferien, og der er ingen undervisning i ferierne. De skal dog hjem i sommerferien. I juleferien er der en julemiddag d. 24. december om aftenen. Påskeferien er dog ikke altid ferie for eleverne, da der er mange opgaver og meget, der skal læses, fordi eksamenerne er lige om hjørnet på denne tid af året.
Hvert skoleår starter d. 1. september og ender i slutningen af juni.
Der er normalt fire festmiddage om året. Der er en festmiddag ved starten af første semester, en halloweenfestmiddag, julemiddagen og en festmiddag ved afslutningen på skoleåret. Desuden er der også en festmiddag for at fejre Turneringen i Magisk Trekamp på Harrys fjerde år.

## Lærere og personale
- Alastor "Skrækøje" Dunder (i virkeligheden Barty Ferm Jr. i forklædning) – Lærer i Forsvar mod Mørkets Kræfter i Flammernes Pokal.
- Albus Dumbledore – Skolens rektor, lærer i Forvandling på Romeo Detlevs tid.
- Alecto Carrow – Lærer i Mugglerstudier i Dødsregalierne, efter Voldemort dræbte Charity Burbage. Dødsgardist og viceforstanderinde i Snapes rektortid.
- Amycus Carrow – Lærer i Forsvar mod Mørkets Kræfter i Dødsregalierne, Dødsgardist, vicerektor i Snapes rektortid.
- Argus Filch – Skolens pedel, Fuser.
- Armando Dippet – Rektor på Detlevs tid, umiddelbart inden Dumbledore bestrider embedet.
- Aurora Sinistra – Lærer i Astronomi.
- Babbling Bathsheba – Lærer i Oltidens Runer.
- Cuthbert Binns – Lærer i Magiens Historie, faldt i søvn i sin stol og svævede ud af sin krop, er nu spøgelse.
- Dolora Jane Nidkjær – Bliver en overgang lærer i Forsvar mod Mørkets Kræfter, Storinkvisitor og rektor i Fønixordenen.
- Fillius Flitwick – Lærer i Besværgelser, Ravenclaw-overhoved.
- Firenze – en kentaur. Bliver lærer i Spådom i Fønixordenen. I Halvblodsprinsen og Dødsregalierne deler han timerne med Sibyll Trelawney.
- Glitterik Smørhår – Lærer i Forsvar mod Mørkets Kræfter (Hemmelighedernes Kammer).
- Godric Gryffindor – En af de første rektorer, duellant, stifter af Hogwarts, Gryffindor-overhoved.
- Helga Hufflepuff – En af de første forstanderinder, Hufflepuff-overhoved, stifter af Hogwarts.
- Horatio Schnobbevom – Lærer i Eliksirer (Halvblodsprinsen), tidligere overhoved for Slytherin før Snape, repræsenterer som overhoved for Slytherin, efter Snape flygter.
- Madam Irma Pince – Hogwarts' bibliotekar.
- Madam Poppy Pomfrey – Hogwarts' sygeplejerske.
- Madam Rolanda Hooch – Lærer i Flyvning, quidditchdommer.
- Minerva McGonagall – Lærer i Forvandling, vicerektor i Dumbledores rektortid, Gryffindor-overhoved.
- Pomona Spire – Lærer i botanik, Hufflepuff-overhoved.
- Quirinus Quirrel – Lærer i Forsvar mod Mørkets Kræfter i De Vises Sten, tidligere lærer i Mugglerstudier.
- Remus John Lupus – Lærer i Forsvar mod Mørkets Kræfter i Fangen fra Azkaban, varulv.
- Rubeus Hagrid – Nøglebærer og godsforvalter på Hogwarts, lærer i Magiske Dyrs Pasning og Pleje efter Kedelbrand (fra Fangen fra Azkaban).
- Rowena Ravenclaw – En af de første forstanderinder, Ravenclaw-overhoved, stifter af Hogwarts.
- Salazar Slytherin – En af de første rektorer, Slytherin-overhoved, stifter af Hogwarts.
- Severus Snape – Lærer i Eliksirer fra De Vises Sten til Fønixordenen. Lærer i Forsvar mod Mørket Kræfter i Halvblodsprinsen og rektor i Dødsregalierne. Overhoved for Slytherin efter Horatio Schnobbevom.
- Sibyll Trelawney – Lærer i spådom. Bliver fyret i Fønixordenen, men genansat i Halvblodsprinsen, hvor hun dog deler sine timer med kentauren Firenze.
- Wilhelmina Makkeret – Lærer i Magiske Dyrs Pasning og Pleje (vikar for Hagrid) (spøgelse, ifølge filmen).
- Wilkie Twycross – Lærer i Spektral Transferans, arbejder i Ministeriet for Magi.

## Spøgelser
På Hogwarts er der mindst 20 spøgelser, men det er kun ganske få af dem, der er beskrevet. Et større antal spøgelser kommer og gæster Hogwarts i anledning af Sir Nicholas de Mimsy Porpingtons 500-års dødsdag.

### Husspøgelser
- Næsten Hovedløse Nick (Sir Nicolas De Mimsy-Porpington) – Gryffindors husspøgelse
- Den Grå Dame (Helena Ravenclaw) – Ravenclaws husspøgelse
- Den Tykke Abbed – Hufflepuffs husspøgelse
- Den Blodrøde Baron – Slytherins husspøgelse

### Andre spøgelser
- Peeves – en poltergeist, der fornøjer sig med at drille elever og til tider også lærere på Hogwarts.
- Hulkende Hulda – en pige der døde af basilisken, der bor i Hemmelighedernes Kammer. Hun huserer på pigetoilettet på anden sal, men besøger til tider også andre dele af slottet.
- Cuthbert Binns – Læreren i Magiens Historie.
- Sir Patrick Delaney-Podmore – Formand for De Hovedløse Jægere.

## Fag på Hogwarts
I løbet af serien er talrige lektioner i forskellige fag beskrevet. Alle lærere, såvel som rektor, skal tiltales "Professor", og de har hver specialiseret sig i ét enkelt fag. Disse fag er Astronomi, Besværgelse, Botanik, Eliksirer, Forvandling, Forsvar mod Mørkets Kræfter og Magiens Historie. Disse fag har alle elever de første fem år af deres skoletid. I slutningen af andet år skal eleverne vælge mindst to nye fag fra en liste på fem; Magiske Dyrs Pasning og Pleje, Mugglerstudier, Runer, Spådom og Talmagi.
Til hvert fag høre en eller flere bøger, der skal købes inden skoleårets begyndelse. I særlige tilfælde kan elever få lov at låne lærebøger, som Harry og Ron i Halvblodsprinsen, da ingen af dem troede, de kunne få Eliksirer og derfor ikke havde købt den påkrævede bog. I alle fag skal der laves lektier i form af sider, der skal læses, og opgaver, der skal afleveres. Det er meget forskelligt fra lærer til lærer, hvor mange lektier der bliver givet for, og hvor store krav der er til afleveringerne.
Eleverne skriver i hånden på pergament, og de bruger fjerpen og blæk.

### Astronomi
Astronomitimer finder sted i astronomitårnet, der er det højeste tårn på Hogwarts. Ikke en eneste astronomitime er beskrevet i hverken bøgerne eller filmene. Harrys eksamen i astronomi er dog beskrevet i Fønixordenen, hvor han skal fremstille et komplet stjernekort. En del hjemmearbejde bliver nævnt, og det inkluderer at lære stjernernes navne og placering, stjernebilleder og planeterne og deres baner.
Professor Sinistra underviser i astronomi.

### Besværgelser
Besværgelser går ud på at ændre en tings egenskaber. Timerne er ofte kaotiske, og larmende og eksplosioner forekommer med jævne mellemrum. Filius Flitwick underviser i besværgelser.

### Botanik
I botanik lærer man om magiske planter, og hvordan man passer dem, hvordan man udnytter deres magiske evner, eller hvordan man bekæmper dem. Timerne foregår i drivhusene uden for selve slottet. Professor Spire underviser i botanik.
Botanik er det eneste fag, hvor Neville Longbottom excellerer. I epilogen i Dødsregalierne bliver det afsløret, at han bliver lærer i botanik på Hogwarts.

### Eliksirer
Eliksirer handler om at blande miksturer med magiske egenskaber. Det kræver de rette ingredienser og rigtige mængder og den rette temperatur og rækkefølge af, hvornår man tilsætter ingredienserne. Selv antallet af gange man rører rundt, og hvilken vej der røres kan også spille ind. Timerne foregår i krypten, og beskrives som triste og trykkede. I klasselokalet står glas med dyr i sprit og ingredienser og sære væsker. Professor Snape underviser i faget til og med Harrys femte år på Hogwarts, hvor Horatio Schnobbevom overtager.

### Forvandling
Forvandling er kunsten at forvandle et objekts form og størrelse. Den første time Harry har i faget, skal eleverne forvandle et strå til en nål. Professor McGonagall underviser i forvandling, og hun demonstrerer også forvandlingen af sig selv til en kat.

### Forsvar mod Mørkets Kræfter
Forsvar mod Mørkets Kræfter beskæftiger sig, som navnet antyder, med forsvar mod mørkets kræfter. Eleverne lærer defensive teknikker til at blokere besværgelser, forbandelser og forhekselser kastet af andre troldmænd og hekse, og de lærer at beskytte sig mod farlige væsner.
Hvert eneste år Harry går på Hogwarts, er der en ny lærer i Forsvar mod Mørkets Kræfter. I Hemmelighedernes Kammer siger Hagrid, at folk er bange for jobbet, fordi de tror stillingen er forbandet, da ingen er lærer i mere end et skoleår. Således har Harry været undervist af følgende lærere: Professor Quirrell i det første år, Professor Smørhår på sit andet år, Professor Lupus på det tredje år, en falsk Professor Dunder på fjerde år, Professor Nidkjær på sit femte år og Professor Snape på sit sjette år på Hogwarts. I Harry Potter og Dødsregalierne går Harry ikke på skolen, men dødsgardisten Professor Carrow underviser i faget, der ifølge Neville blot er Mørk Magi, da eleverne bl.a. bliver sat til at udføre Doloroso-forbandelsen på hinanden som afstraffelse.
Professor Dumbledore (rektor i De Vises Sten til og med Halvblodsprinsen) siger, at han tror, at Voldemort har kastet en forbandelse over stillingen, som hævn for, at han ikke selv fik den, da han ansøgte. Rowling har udtalt, at der har været en forbandelse over jobbet, men efter Voldemorts død er forbandelsen hævet, og der har været en stabil lærer i de nitten år, der går frem til epilogen.

### Magiens Historie
Magiens Historie er læren om den magiske verdens større begivenheder. Dette omfatter Nisseoprør, Kæmpekrige og oprindelsen af det hemmelige magiske samfund. Det bliver betragtet som det mest kedelige fag på Hogwarts. Bl.a. fordi der ikke er nogen praktiske lektioner. Desuden er læreren, Professor Binns, et ældgammelt, indskrumpet spøgelse med en pibende, monoton stemme, der har en garanteret søvndyssende virkning.

### Magiske Dyrs Pasning og Pleje
I Magiske Dyrs Pasning og Pleje lærer eleverne at passe og pleje magiske dyr og væsner. Den tidligere lærer Professor Kedelbrand går på pension umiddelbart inden Harrys tredje år på Hogwarts, hvorefter Hagrid bliver lærer i faget til sin store begejstring. Hagrids timer er ofte kaotiske, hvis ikke direkte farlige, da Hagrid ikke er i stand til at bedømme, hvad der kan være farligt for hans elever.
Timerne foregår udendørs, gerne i nærheden af Hagrids hytte, eller i udkanten af Den Forbudte Skov. I nogle perioder er Hagrid ikke i stand til at varetage undervisningen, og i disse perioder underviser vikaren Wilhelmina Makkeret, og især pigerne er tilfredse med hendes timer.

### Mugglerstudier
Faget, som mange troldmænd mener, er overflødigt, handler om at lære om muggleres liv og vaner. Da mange troldmænd og hekse er opvokset i troldmandsfamilier, har de meget begrænset kendskab til den ikke-magiske verden. Den eneste man hører om, som følger faget, er Hermione, der kun har faget i et enkelt år.
I Dødsregalierne dræber Voldemort den tidligere lærer i faget, fordi hun ikke retter sig efter Dødsgardisterne og giver et positivt indtryk af mugglere. Herefter "underviser" Alecto Carrow i faget, men det går mest ud på at beskrive mugglere som undermennesker eller dyr, der ikke har ret til at leve og skal forfølges.

### Runer
Det er mest et teoretisk fag, der går ud på at lære runer og studere gamle runeskrifter. Hermione har dette fag, som Babbling Bathsheba underviser i.

### Spådom
Spådom handler om at forudsige fremtiden. Det gøres via mange forskellige metoder bl.a. teblade, krystalkugler, kiromanti (håndlæsning), kortlæsning (med både tarotkort og almindelige spillekort), astrologi og drømmetydning.
Spådom er en af de mest upræcise former for magi, da det er meget svært og usikkert at forudsige fremtiden. Nogle hævder, som læreren i faget Professor Trelawney, at de har en særlig gave, der sætter dem i stand til at skue ind i fremtiden. Sande "seere" er dog, ifølge Dumbledore, uhyre sjældne. Undervisningen foregår i et lummert lokale øverst i spådomstårnet, hvor der altid er meget tilrøget af røgelse. Da Trelawney bliver fyret af Dolora Nidkjær, bliver kentauren Firenze ansat som Spådomslærer. Han bruger stjernerne og planeterne til at forudsige fremtiden og er meget svævende. Han får et klasselokale indrettet som en skov i stueetagen, da han ikke er så god til at gå på trapper. Da Dolora Nidkjær er væk fra skolen igen, bliver Trelawney genansat, og Firenze og hende deler undervisningen mellem sig.

### Talmagi
Talmagi handler om de magiske egenskaber ved tal. Det er Hermiones yndlingsfag og skulle ifølge hende være meget svært. Professor Vektor underviser i dette fag.

### Flyvning
Flyvning på forheksede kosteskafter er et fag, som kun førsteårselever har, og det er det eneste fag med egentlig fysisk udfoldelse. Der bliver kun beskrevet én eneste flyvelektion i løbet af hele serien. Madam Hooch, som også er dommer ved quidditchkampe, underviser i dette fag.

### Spektral Transferens
Spektral Transferens er ikke et egentligt fag, men et kursus, som eleverne kan tage. Her lærer man spektral transferens, der er en form for magisk teletransportation, hvor man forsvinder fra et sted og kommer frem et andet sted. Det kræver, at man har licens til det, og at man er fyldt sytten år, da det kan være meget farligt, hvis ikke det bliver udført korrekt; man kan komme til at efterlade kropsdele.
Det er normalt ikke muligt at benytte sig af spektral transferens på Hogwarts’ område, men under kurserne hæves besværgelsen i visse områder af skolen for en periode. Dette gør det muligt for de elever på sjette årgang, som er fyldt 17 år, at øve sig i spektral transferens i Storsalen under kyndig vejledning af Wilkie Twycross, der er instruktør i spektral transferens og udsendt af Ministeriet.

## Karakterer og eksamener
I de første fire år af skolegangen på Hogwarts skal man blot bestå alle sine fag for at komme op på næste klassetrin. Man får normalt karakterer på en numerisk skala fra 0-100, selvom det lykkedes Hermione at score 112% til eksamen i Besværgelse på sit første år, og 320% i Mugglestudier i Fangen fra Azkaban. Hvis en elev dumper til en eksamen, skal han eller hun gentage den det næste skoleår. For at kvalificere sig som en registreret udøver af magi, skal man gå op til en eksamen i slutningen af det femte år, hvor man tager sine U.G.L’er (Udmærkelse for Genialitet og Lærevillighed). Hvis man får en tilstrækkeligt høj karakter, kan man fortsætte med faget på højere niveau i de to sidste år af sin skolegang og tage sin Forfærdeligt Udmattende Troldmands-eksamination (F.U.T.). Normalt er "Over Forventning" nok til at fortsætte til en F.U.T-grad, selvom Professor Snape kræver, at man får "Fremragende", for at han vil fortsætte med en elev til en F.U.T.-eksamen.
Hvis en elev dumper, eller ikke får en høj nok karakter i et fag, kan han eller hun ikke fortsætte med det pågældende fag i de to sidste år.
Beståede karakterer
- F – Fremragende
- O – Over Forventning
- A – Acceptabelt

Dumpekarakterer
- R – Ringe
- E – Elendigt
- T – Trold

## Studieliv
Dagen begynder med morgenmad i Storsalen kl. 08:30, hvor eleverne sidder ved deres kollegies langbord og kan socialisere eller afslutte hjemmearbejde. Rektor og alle lærerne spiser ved højbordet i den fjerne ende af salen. Under morgenmaden ankommer uglerne med post i form af Profettidende, breve fra forældre og venner eller pakker hjemmefra. En klokke ringer den første time ind, der starter klokken 9.
Der er to lange morgenlektioner inden frokost, med en kort pause imellem, så eleverne kan nå hen til deres næste time. Efter frokost, der foregår i Storsalen, fortsætter undervisningen kl. 13. Der er endnu en pause om eftermiddagen, hvor der bliver serveret te. Lektionerne varer omkring 45 minutter, og undervisningen ender ved femtiden. Førsteårselever har af og til fredag eftermiddag fri, mens sjette- og syvendeårselever har adskillige fritimer i løbet af ugen, hvor de forventes at bruge tid på at studere. Om aftenen er der aftensmad i Storsalen, hvorefter eleverne forventes at være i deres respektive opholdsstuer eller på biblioteket for at studere. Astronomitimer foregår sent om aftenen i astronomitårnet.
De fire opholdsstuer til kollegierne har en hemmelig indgang, der kun er kendt af eleverne og lærere fra pågældende kollegium, og kræver at kodeord for at give adgang (med undtagelse af Ravenclaw, hvor man skal svare rigtigt på en gåde). Opholdsstuerne har lænestole og sofaer til afslapning og borde til at lave lektier ved. Der er en pejs til at holde rummet varmt, og eleverne bruger oftest aftenerne på at slappe af eller lave hjemmearbejde. Der er en opslagstavle med beskeder, opslag og salg af bøger osv.
Der er to afdelinger for sovesale i hver opholdsstue – en for drenge og en for piger. Hver årgangs drenge og piger har deres egen sovesal. Den er møbleret med en stor himmelseng og et natbord til hver elev. Der er en besværgelse, der gør det umuligt for drenge at komme ind i pigernes sovesal, men der er ikke noget, der forhindrer det modsatte.
På annoncerede weekender kan Hogwartselever fra tredje år eller derover, med skriftlige tilladelser for forældre eller værge, få lov at gå til den nærliggende troldmandslandsby Hogsmeade, hvor de kan slappe af og nyde kroerne og butikkerne. Tilsyneladende er der et godt forhold mellem skolen og landsbyen, og skolens elever og de lokale landsbyboere kommer godt ud af det med hinanden. Af populære steder kan nævnes kroen De Tre Koste, Zonkos Spøg og Skæmt, slikbutikken Kandisbaronen, hvor der altid er stuvende fuldt af Hogwartselever, og Det Hylende Hus, der skulle være det mest hjemsøgte sted i hele Storbritannien.

### Mad på Hogwarts
Al maden på Hogwarts bliver tilberedt i slottets store køkken, der ligger direkte under Storsalen. Køkkenpersonalet er alle husalfer, der laver et stort antal forskellige retter til hvert måltid. I køkkenet er der fire kollegieborde, præcis som i Storsalen, hvor maden bliver placeret og derefter på magisk vis transporteret op til bordene lige ovenpå til måltiderne. Retterne er normalt britiske, men ved særlige lejligheder bliver der også serveret udenlandske retter (bl.a. til festen i anledning af Turneringen i Magisk Trekamp, hvor der blev serveret bouillabaisse til ære for de udenlandske elever fra Durmstrang og Beauxbatons).
Udover vand bliver der normalt serveret mælk, appelsinjuice, te og græskarjuice til måltiderne. Til juleballet på Harrys fjerde år, bliver der serveret ingefærøl.

### Sport og Spil
I fritiden fordriver Hogwarts’ elever tiden med mange forskellige ting. Her er nogle af de spil og sportsgrene, der bliver nævnt i serien.
Quidditch er den absolut mest populære sportsgren i troldmandsverdenen. Den foregår flyvende omkring på koste, og sporten er selvfølgelig også umådeligt populær blandt eleverne på Hogwarts. Dygtige quidditchspillere fra professionelle hold har samme popularitet som mugglernes fodboldspillere. Hvert kollegium har et quidditchhold, der kæmper mod de andre kollegier om Quidditchpokalen. Kampene overværes af resten af skolen samt lærerne. Til holdkampe er Madam Hooch dommer, på nær en enkelt undtagelse, hvor Snape insisterer på at overtage dommerjobbet i De Vises Sten for at beskytte Harry fra Professor Quirrell.
Holdene består af syv spillere, og gerne en eller to i reserve. Desuden er der en holdkaptajn, som vælges af skolen. Kaptajnen spiller med, men fungerer også som træner for holdet. Det er holdkaptajnen, som planlægger træningen, lægger strategier og leder udvælgelsen af nye spillere. Da Harry kommer på Gryffindors hold, er målmanden Oliver Wood holdkaptajn. Senere bliver Harry selv holdkaptajn.
Optagelserne til kollegiernes quidditchhold sker gerne i den anden uge af skoleåret. Man skal henvende sig til Madam Hooch, hvis man vil med til prøverne. Undtagelsen er dog Harry, der bliver hvervet efter sin første flyvetime, hvor Professor McGonagall ser hans evner. Quidditchsæsonen starter i oktober, og den første kamp bliver spillet i november.

#### Turneringen i Magisk Trekamp
Turneringen er en mere end 700 år gammel konkurrence, der har været afholdt imellem de tre største skoler i Europa og skulle skabe bedre sammenhold imellem dem. Deltagerne var Beauxbatons, Durmstrang og Hogwarts. Skolerne skiftedes til at være vært for turneringen, som fandt sted hvert 5. år. Hver skole stiller med én turneringsdeltager, der bliver udvalgt blandt dem, som har lagt sit navn i Flammernes Pokal, som også er den pokal, der kæmpes om. Pokalen er magisk og vælger den elev, som er bedst egnet til turneringen. Dumbledore udtaler, at turneringen blev stoppet, "da dødsfaldene blev for talrige", og turneringen har således ikke være afholdt i et helt århundrede, indtil man igen prøver i Flammernes Pokal. Afdelingen for Magiske Spil og Sportsgrene i Ministeriet for Magi står for konkurrencen, der bliver genindført med en aldersgrænse på 17 år, for at sikre sig, at eleverne kan nok magi til at klare prøverne.
Ifølge den falske "Skrækøje" Dunder er det en tradition, at man snyder for at vinde turneringen.
Man kæmper om æren, på sin skoles vegne, da vinderskolen har Flammernes Pokal indtil næste turnering. Desuden får vinderen af turneringen 1.000 Galleoner (møntfod i den magiske verden).
Selve turneringen har tre opgaver, der skal løses efter bedste evne. De bliver afholdt med nogle måneders mellemrum, så turneringen tager et helt skoleår. Deltagerne får point efter, hvor godt de udfører prøverne. Dommerne, der uddeler pointene, er de tre skoleledere, samt Hr. Bartemius Ferm, der arbejder i Ministeriet som chef for Afdelingen for Intermagiske Kooperationer og Ludo Ludomand, der er afdelingschef for Magiske Spil og Sportsgrene. I Flammernes Pokal starter deltagerne til den sidste prøve med den, der har flest point. Resten af skolen overværer, hvordan deltagerne løser opgaverne. Det vides ikke, hvad prøverne tidligere har bestået af, men det bliver nævnt, at en basilisk gik amok og skadede alle 3 turneringsdeltagere i 1792.
I Flammernes Pokal er de tre prøver som følger:
- Første prøve går ud på, at man skal få fat i et æg fra en rugende drage. Ægget indeholder ledetråden til næste opgave.
- Anden prøve skal deltagerne dykke ned på bunden af søen, hvor de skal hente "det som de mangler mest", hvilket viser sig at være den person, der er dem kærest.
- Tredje prøve er at nå først igennem en enorm labyrint med en masse forhindringer, og ind til midten, hvor Flammernes Pokal er placeret.

Troldmandsskak er ligesom et almindeligt skakspil, dog med den forskel at brikkerne er levende. Når eleverne slapper af i opholdsstuerne, er der ofte nogle, der spiller Troldmandsskak. Ron er en dygtig skakspiller, og man hører også om, at Neville gerne vil spille, skønt hans evner ikke nævnes.
Spytkugler er lidt ligesom et almindeligt spil kugler, men med den forskel at de sprøjter en ulækkert lugtende væske i hovedet på modstanderen, når han eller hun mister point.
Hugtandsfrisbee, Knockoutboomerang og Skrigende Yoyo’er bliver alle nævnt som ting, Filch har på listen over forbudte effekter på Hogwarts i Flammernes Pokal. Der vides ikke meget om dem, andet end at de tydeligvis har været flittigt brugt, da Filch har forbudt dem. Navnene siger givetvis meget om, hvilke egenskaber de har.

### Disciplin
På Hogwarts er der et pointsystem, hvor hvert kollegie får point, hvis elever gør noget godt – f.eks. en særlig god besvarelse af en opgave eller flid i timerne – og får fratrukket point ved overtrædelser af reglerne.
I indgangshallen er der opstillet fire timeglas i en lille niche over for indgangsdøren. De fire timeglas viser, hvor mange point hvert kollegie har. Gryffindor har rubiner i sit timeglas, Ravenclaw har safirer, og Slytherin har smaragder. Det vides ikke, hvilken slags Hufflepuff har, men det må antages, at det er en gul ædelsten.
Alle lærere kan belønne og straffe elever med point. Desuden kan præfekter (se længere nede) også trække point fra kollegier, skønt de ikke kan straffe vejledere. Når point bliver lagt til eller trukket fra, bliver timeglassene automatisk opdateret.
Ved afslutningsfesten hvert år vinder det kollegie, som har flest point, Kollegiepokalen, som det følgende år vil stå på kollegieoverhovedets kontor. Til afslutningsfesten er Storsalen dekoreret i vinderkollegiets farver.
Til afslutningsfesten i De Vises Sten tildeler Dumbledore point til både Harry, Hermione, Ron og Neville således at Gryffindor vinder Kollegiepokalen fra Slytherin, der har haft den syv år i træk, og det er således muligt at give point og trække fra helt frem til afslutningsfesten.
Udover at miste point på vegne af sit kollegie, kan man ved seriøse eller gentagne regelbrud blive straffet med eftersidning.
Ifølge pedellen Argus Filch har diverse torturlignende remedier været i brug indtil for ganske nylig. Arthur Weasley siger, at han stadig har ar fra afstraffelser fra sin skoletid.
Normalt sker afstraffelser med samtykke fra kollegieoverhovedet og kan omfatte specielle opgaver. F.eks. bliver Ron sat til at polere alle pokalerne i Trofærummet. Harry, Neville og Draco Malfoy bliver sendt med Hagrid ud i Den Forbudte Skov for at finde ud af, hvad der slår enhjørninge ihjel. Harry bliver, efter at have brugt besværgelsen "Sectrumsempra" på Malfoy, sat til at sætte Filch’ katalog over regelbrydere i alfabetisk rækkefølge og skrive nye kort, hvis de gamle er falmet eller spist af mus.
Dolora Nidkjær tvinger Harry til at skrive "Jeg må ikke fortælle løgne" om og om igen, med en sylespids magisk fjerpen, der, når man skrive med den, ridser, det man skriver ind i ens håndryg.
Ved meget alvorlige lovovertrædelser kan man blive bortvist fra Hogwarts. Harry får sådan en trussel, da han bruger magi i nærheden af mugglere i begyndelsen af Fønixordenen, hvilket er en slem overtrædelse i troldmandssamfundet. Han bliver kaldt til høring i Ministeriet for Magi, hvor Dumbledore forsvarer ham. Han argumenterede med, at Harry handlede i selvforsvar, og at det i øvrigt er uden for Ministeriets område at bortvise elever. Dette tilkommer den siddende rektor eller Hogwarts’ bestyrelse. Professor Snape forsøger også at få udvist Harry, ligesom han forsøgte at få Harrys far, James Potter, udvist.
Det eneste eksempel på en elev, der er blevet bortvist, er Hagrid. Han blev bortvist, fordi han havde Aragog i et skab på skolen. Samtidigt var Slytherins monster løs, og Romeo Gåde Detlev Jr. udnyttede situationen og brugte Hagrid som syndebuk, selvom det i virkeligheden var ham selv, der havde sluppet monstret fri. Hagrid fik efter sin bortvisning knækket sin tryllestav, da han ikke fik sin U.G.L.-eksamen og derfor ikke må bruge magi.
Det bliver nævnt af Hermione i De Vises Sten, at man kan blive smidt ud, hvis man får et ufatteligt dårlige eksamensresultater til afslutningen på et skoleår. Dette kan dog godt være en overdrivelse fra Hermiones side, da Gregory Goyle, der virker dum som en trold, havde held til at undgå denne skæbne på Harrys første skoleår.
Lærere kan dele eftersidninger ud, hvis de er utilfredse med en elevs opførsel. Regelbrud uden for timerne bliver som regel varetaget af pedellen og præfekterne. En elevs kollegieoverhoved har det sidste ord ved afstraffelse.
I sommerferien inden femte år bliver der valgt to vejledere (engelsk: Prefect) fra hvert kollegium. De har nogle ekstra privilegier og opgaver (de har bl.a. deres eget badeværelse og skal tage sig af de yngre elever). De bliver ved med at være vejledere resten af deres skoletid, med mindre de bliver udnævnt til præfekt (engelsk: Head Boy/Girl) eller frataget deres funktion. Der er fire eller seks vejledere fra hvert kollegium, som alle går på femte-syvende år. Hvis en af dem bliver udnævnt til præfekt, bliver de ikke erstattet af en ny vejleder. Præfekter bliver udnævnt blandt syvendeårseleverne. En præfekt behøver ikke først at have været vejleder for at blive udnævnt. En præfekt har yderligere magtbeføjelser og kan således trække point fra sit eget og andres kollegier og kan give eftersidninger ved regelbrud. De kan dog ikke straffe vejledere. Kaptajnen for et kollegies Quidditchhold har nogle af de samme privilegier som vejledere, bl.a. vejledernes badeværelse.

## Hemmeligheder på Hogwarts
Slottet Hogwarts er enormt og ældgammel. Det huser mange hemmeligheder i form af skjulte korridorer, gange, rum og lignende. Dumbledore siger, at selv han ikke kender alle Hogwarts' hemmeligheder.

### Gemmestedet for De Vises Sten
Under en faldlem i et rum bag en aflåst dør på Den Forbudte Korridor på 3. sal og vogtet af syv magiske udfordringer finder man på Harrys første år De Vises Sten.
Udfordringerne er:
- Den gigantiske trehovedede hund Fluffy, der vogter faldlemmen.
- Den enorme Djævleslyngen lige under faldlemmen er placeret af Professor Spire.
- Et stort højloftet rum, der indeholder snesevis af magiske flyvende nøgler. Kun én kan åbne døren og få én videre. Der er et par koste i rummet, så man kan flyve rundt mellem dem for at fange den rigtige. Nøglerne er fortryllet af Professor Flitwick.
- Et enormt skakspil, hvor man skal tage pladsen for en af brikkerne. For at komme igennem rummet skal man vinde skakpartiet, hvor man, hvis man bliver slået af modstanderens brikker, risikerer livet. Dette er Professor McGonagalls udfordring.
- Et rum indeholdende en kæmpe trold, man skal kæmpe mod. I bogen har Professor Quirrell slået sin egen trold ud, så Harry og Hermione (Ron er blevet slået ud af skakbrikkerne og er derfor ikke med i dette rum) skal ikke kæmpe mod den.
- Det næstsidste rum indeholder en samling eliksirer (syv i alt), som Professor Snape har brygget. Det er en logisk gåde, der skal løses og ikke egentlig magi. Så snart man kommer ind i rummet, vil en magisk ild starte ved døren, man kom ind ad, og en tilsvarende ild ved døren man skal videre igennem. En eliksir vil tillade, at man kommer uskadt gennem flammerne videre til det sidste rum, én vil lade en komme tilbage igennem flammerne, to er uskadelig nældevin, og de sidste tre er gift. Der ligger et pergament med ledetråde til, hvad der er hvad.
- Drømmespejlet er at finde i det sidste rum. Dumbledore har placeret stenen inde i spejlet og har forhekset spejlet, så den, der søger stenen, kun kan få fat i den, hvis han eller hun blot ønsker at få fat i stenen, men ikke at bruge den.

### Hemmelighedernes Kammer
Hemmelighedernes Kammer, som ligger dybt nede under krypterne på Hogwarts og under søen, var hjem for den oldgamle basilisk, som skulle holde muggler-fødte væk fra Hogwarts, når arvtageren åbnede kammeret. Salazar Slytherin, som var en af de oprindelige grundlæggere af Hogwarts, byggede kammeret uden de andre grundlæggeres vidende.
Slottet er blevet gennemsøgt for at finde et sådant kammer flere gange, uden at det dog er lykkedes. Indgangen findes på pigebadeværelset på anden sal, hvor Hulkende Hulda holder til. En lille slange er ridset ind på et vandrør på en af vaskene, og indgangen åbnes kun, hvis man er Slangehvisker og siger "åben dig". Vasken går da til side, og afslører et stort rør, der tillader en voksen mand at kurre ned igennem mørket. For enden af røret starter en lang, mørk, slimet stentunnel. Der er mange skeletter fra små dyr og endda en gigantisk ham fra Basilisken. Tunnelen fører hen til en solid stenvæg med to store slanger med øjne af smaragd. Igen skal man være Slangehvisker for at få åbnet op ind til en meget lang korridor med store stenstatuer af slanger på hver side. En gigantisk statue af Salazar Slytherin er for enden af korridoren. Basilisken holder til inde i statuen og kommer ud af munden, når Voldemort tilkalder den.
I Dødsregalierne lykkes det Ron at åbne indgangen til kammeret, selvom han ikke er Slangehvisker, ved at efterligne de lyde, som Harry lavede.

### Hemmelige passager
Der er i alt ni hemmelige måder at komme ud af Hogwarts på. De syv er indtegnet på Røverkortet, og af dem kender Filch til de fire. Det vides dog ikke, hvor disse fire passager starter henne.
- Der er en passage under  Slagpoplen, der fører hen til Det Hylende Hus i Hogsmeade.
- Bag ved spejlet på fjerde sal er en passage, men den er styrtet sammen og kan ikke bruges længere. Den leder til Hogsmeade, men det vides ikke, hvor i Hogsmeade den ender.
- Under puklen på den enøjede hekse-statue tæt ved klasseværelset til Forsvar mod Mørkets Kræfter er der også en passage. En tunnel fører hen til kælderen i Kandisbaronen. For at åbne puklen skal man sige "Dissinduim" og slå let på puklen med sin tryllestav.
- Der er en forbindelse imellem de to Forsvindingskabinetter. Den ene befinder sig i Fornødenhedsrummet, mens den anden er i Borgin og Burkes i Tusmørkegyde. Passagen var åben indtil Peeves ødelagde kabinettet i Hemmelighedernes Kammer og blev først oprettet igen, da det lykkes Malfoy at reparere det i Halvblodsprinsen. Denne passage er ikke at finde på Røverkortet.
- Fra Fornødenhedsrummet er der adgang til Det Glade Vildsvin i Hogsmeade. Men pga. Fornødenhedsrummets egenskaber kan der sagtens være andre passager til andre steder. Passagen bliver først lavet i Dødsregalierne og optræder ikke på Røverkortet.

### Fornødenhedsrummet
Rummet befinder sig på syvende sal overfor gobelinen af Barnebas den Rablende, der bliver banket med køller af trolde, og døren kommer kun frem, når man har brug for det. Derfor bliver det også kaldt "Kom og Gå-Rummet" af husalferne på Hogwarts. Døren fremkommer kun ved at passere stedet tre gange, mens man koncentrerer sig om, hvad man har brug for. Herefter vil døren vise sig, og rummet vil være udstyret med præcis det, som man har brug for.
Rummet bliver første gang nævnt af Dumbledore i De Vises Sten, hvor han fortæller, at han havde brug for et toilet og fandt rummet klokken halv seks om morgenen. Rummet var her fyldt med en stor samling af natpotter. Men Dumbledore kender ikke rummets egentlige hemmelighed. Dobby fortæller Harry om rummet og dets hemmelighed og indrømmer, at han fra tid til anden gemmer Winky der, når hun bliver for fuld. Han finder da rummet udstyret med modgift og dejlige senge i husalfe-størrelse. Filch har også fundet rengøringmidler, når han er løbet tør, men aner givetvis heller ikke, hvad rummets egenskaber er. Fred og George har gemt sig i rummet, engang hvor de blev jagtet af Filch, og dengang var det blot et kosteskab, hvor de lige kunne være. Professor Trelawney kender også til rummet og bruger det til at gemme tomme sherryflasker, efter hun er blevet fyret i Fønixordenen. Noget tyder på, at når folk kalder rummet frem for at gemme noget der, så er det det samme rum, man får frem, uanset hvem man er, og hvad man vil gemme. Når rummet kaldes frem, for at gemme noget i det, vil det være enormt stort og fyldt med efterladte, gemte og glemte sager. Ødelagte møbler og bøger, iturevet tøj og ulovlige effekter, såsom Hugtandsfrisbees eller bøger fra Den Forbudte Afdeling.
Harry lærte om rummet gennem Dobby og fandt det perfekt til møderne med Dumbledores Armé (D.A.). Når det fremkaldes til D.A., vil det være fyldt med bogreoler med bøger om Forsvar mod Mørkets Kræfter, forskellige Mørkedetektorer og puder, så man på en sikker måde kan øve forsvarsbesværgelser. Da D.A. blev afsløret, fik Pansy Parkinson fat i medlemslisten, som befandt sig inde i rummet. Da Harry gemmer sin eliksirbog for Snape, beskriver han rummet som en stor katedral, som bugner af gamle eliksirer, ødelagte møbler og tøj, en tiara (som viser sig at være en af Voldemorts horcruxer) og bøger, der uden tvivl var overmalede eller forbudte. Han finder senere ud af, at det er det selvsamme rum, som Draco Malfoy har brugt til at gemme og reparere Forsvindingskabinettet.
I Dødsregalierne bliver rummet til et sted, hvor alle de elever, der sætter sig op mod dødsgardisterne Alecto og Amycus Carrow, kan gemme sig. Her finder man ud af, at rummet godt kan forandre sig, mens der er nogle derinde. Det kan dog ikke forandre sig fuldstændigt (eksempelvis fra et kosteskab at gemme sig i, til rummet hvor D.A. kan holde møder), her skal rummet være tomt først. Men mindre forandringer såsom en tunnel til Det Glade Vildsvin (da rummet ikke kan producere mad og drikke), eller en fløjte, som Harry har brug for til et D.A.-møde, kan godt lade sig gøre.
I Slaget om Hogwarts tænder Vincent Crabbe en særligt destruktiv magisk ild i rummet (hvor man kan skjule ting), og Ron udtrykker bekymring for, om ilden mon har ødelagt rummet i alle dets former.

## Hogwartsekspressen
Hogwartsekspressen er det tog, som kører eleverne fra London til Hogwarts. Det afgår fra King's Cross Station perron 9¾ præcis kl. 11.00 d. 1. september hvert år. For at komme ind på perronen skal man gå lige igennem væggen mellem perron 9 og 10.
Toget kører non-stop fra King's Cross til Hogsmeade station, hvorfra eleverne kører i hestevogn op til slottet. Toget kører nordpå fra London og er først fremme efter mørkets frembrud.
Toget er et højrødt damplokomotiv med talrige vogne koblet til. Der er en speciel kupé til vejlederne oppe i nærheden af lokomotivet.
En venlig heks med smilehuller går igennem toget med en vogn fyldt med søde sager som lakridstryllestave, kedelkager og Berties Multismagsbønner, som eleverne kan købe.
I Fangen fra Azkaban bliver toget standset, inden det når Hogwarts, fordi dementorerne vil gennemsøge toget efter Sirius Black. Dette er et af de sjældne tilfælde, hvor en lærer rejser med toget (Professor Lupus sidder i den bageste vogn). Det lader til, at kupéerne er markeret med bogstaver, da Harry i Dødsregalierne bliver bedt om at møde Horatio Schnobbevom i afdeling C.
Det er også Hogwartsekspressen, der kører eleverne tilbage til London, når skoleåret er slut.
Harry har kørt med toget ti gange i alt. To gange i De Vises Sten, Fangen fra Azkaban, Flammerne Pokal og Fønixordenen. Én gang i Hemmelighedernes Kammer (hvor han og Ron kommer for sent til toget og tager Arthur Weasleys flyvende bil til skolen) og en gang i Halvblodsprinsen (som slutter inden skoleåret er slut). Toget er ikke nævnt i Dødsregalierne.
I filmene er der blevet brugt en række forskellige tog og jernbanestrækninger til optagelserne af Hogwartsekspressen. De tog, der har været brugt, er alle blev modificeret, så de bedre matchede beskrivelsen af Hogwartsekspressen i bøgerne. Optagelserne er blevet lavet på mange jernbanestrækninger i Storbritannien. Den mest berømte er nok Glenfinnanviadukten, der ligger i Skotland.